# Ante Starčević

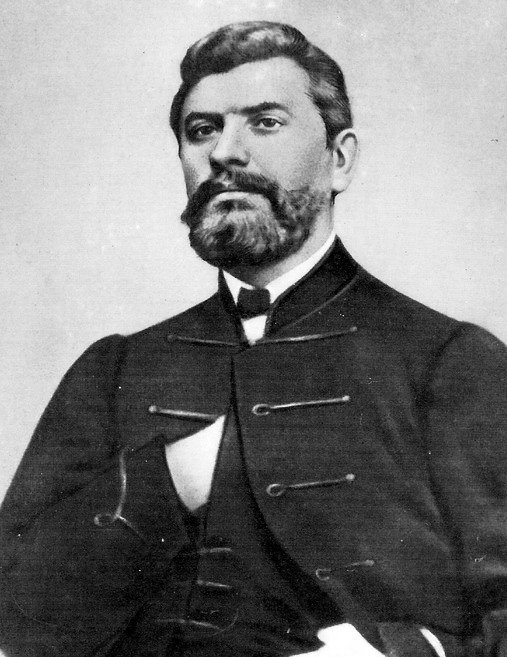
Ante Starčević

Ante Starčević anhörenⓘ (* 23. Mai 1823 in Žitnik bei Gospić, Kaisertum Österreich; † 28. Februar 1896 in Zagreb, Österreich-Ungarn) war ein nationalistischer Politiker, Publizist, Autor und Mitbegründer der Kroatische Partei des Rechts.
Neben seiner politischen Arbeit befasste er sich mit Geschichte, Philologie, Buchkritiken, Philosophie, Poesie, Dramen und politischer Satire.
Von vielen Kroaten wird Starčević aufgrund der Verteidigung kroatischer Staatsrechte und volkstümlicher Interessen auch heute als „Vater des Vaterlandes“ (kroatisch Otac domovine) verehrt.

## Leben
Im Herbst 1845 bestand er das Abitur am Gymnasium in Zagreb; danach begab er sich nach Senj, um Priester zu werden. Von dort ging er nach Pest und begann sein Theologiestudium. Dort entschied er sich gegen das Priestertum und begann den Kampf für ein freies Kroatien. Nachdem er keine Dozentenstelle an der Universität Zagreb bekommen konnte, arbeitete er bis 1861 in der Kanzlei des Anwalts Šram (evtl. Schramm). In diesem Jahr wurde er zum Notar der Gespanschaft Rijeka ernannt, jedoch schon 1862 suspendiert und als Gegner des Regimes zu einem Monat Gefängnis verurteilt. Im selben Jahr wurde er als Vertreter von Rijeka in das kroatische Parlament entsandt. Er wurde als Parlamentarier 1865, 1871 und von 1878 bis zu seinem Tode wiedergewählt.

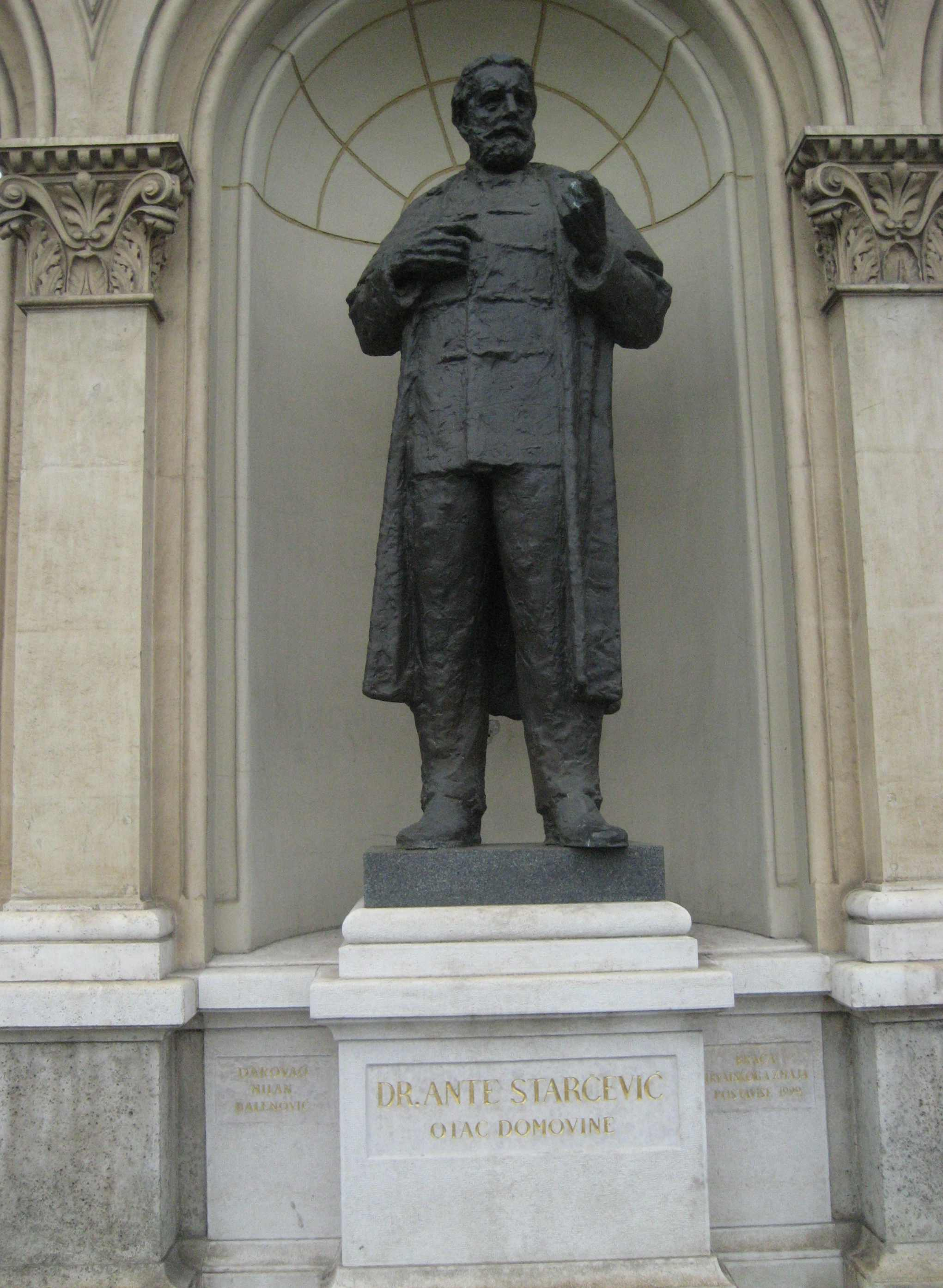
Ante-Starcevic-Denkmal, Zagreb

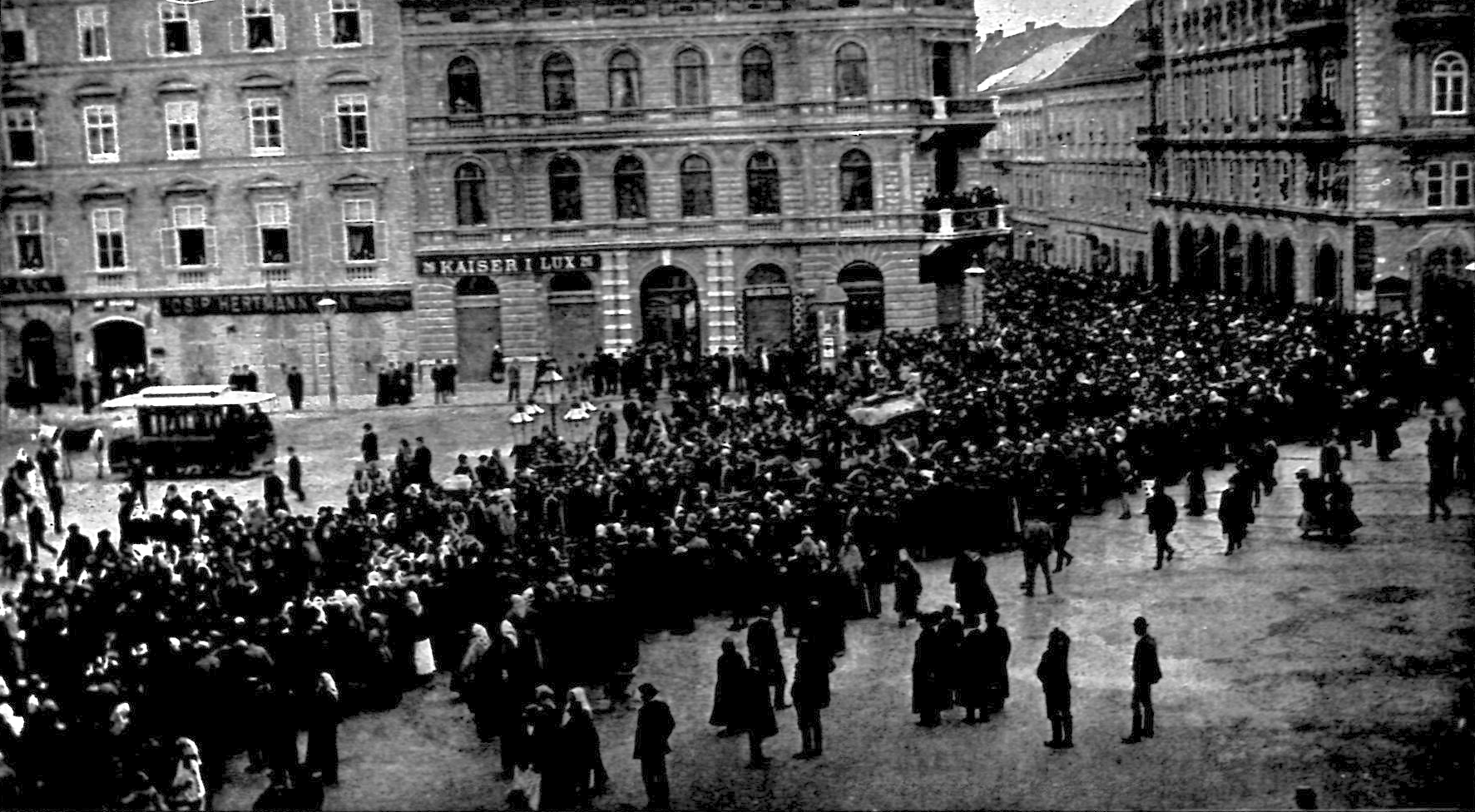
Starčevićs Trauerzug auf dem Ban-Jelačić-Platz in Zagreb (1896)

Im kroatischen Parlament war er der feurigste Befürworter der kroatischen Unabhängigkeit; er wehrte sich energisch gegen jegliche Bindungen Kroatiens zu Österreich-Ungarn. Damit setzte er den Grundstein der kroatischen Partei des Rechts, welche er zusammen mit Eugen Kvaternik gründete. Von seinen ersten Texten aus dem Jahre 1861 bis hin zu seiner letzten Rede wies Starčević volle 30 Jahre lang unermüdlich darauf hin, dass es das Wichtigste sei, sich von der österreichischen Vorherrschaft loszusagen, da es für das kroatische Volk unter dieser kein Überleben oder zumindest keine glückliche Zukunft gebe. Er nahm eine stark abweisende, feindliche Stellung gegenüber dem „überheblichen“ Imperialismus Österreichs an. Als größten Feind des kroatischen Volkes bezeichnete er die Habsburger Dynastie.
1863 wurde Starčević erneut verhaftet. Nach seiner Entlassung aus dem Gefängnis arbeitete er bis Oktober 1871 wieder in der Anwaltskanzlei Šrams. Nach Eugen Kvaterniks Auflehnung in Rakovica wurde er wieder verhaftet, und die Partei des Rechts wurde aufgelöst. 1878 wurde er erneut zum Abgeordneten im kroatischen Parlament gewählt, wo er Abgeordneter bis zu seinem Tod 1896 blieb. Starčević wurde mehrere Jahre vom Klerus als Aufständischer, sogar als Antichrist bezeichnet, welcher die Gebote Gottes, des Volkes und der Kirche missachte. Hintergrund dieser Titulierung war seine scharfe Argumentation gegen den Klerus, welcher in der zweiten Hälfte des 19. Jahrhunderts einen sehr starken Einfluss auf das politische und nationale Leben in Kroatien hatte. Folgende drei Gründe führte Starčević für seinen Antiklerikalismus an: Die Kirche unterdrücke das kulturelle Leben des Volkes, die Kirche habe sich mit den Herrschern (Österreich-Ungarn) verbündet, und sie behandle Andersgläubige als minderwertig.

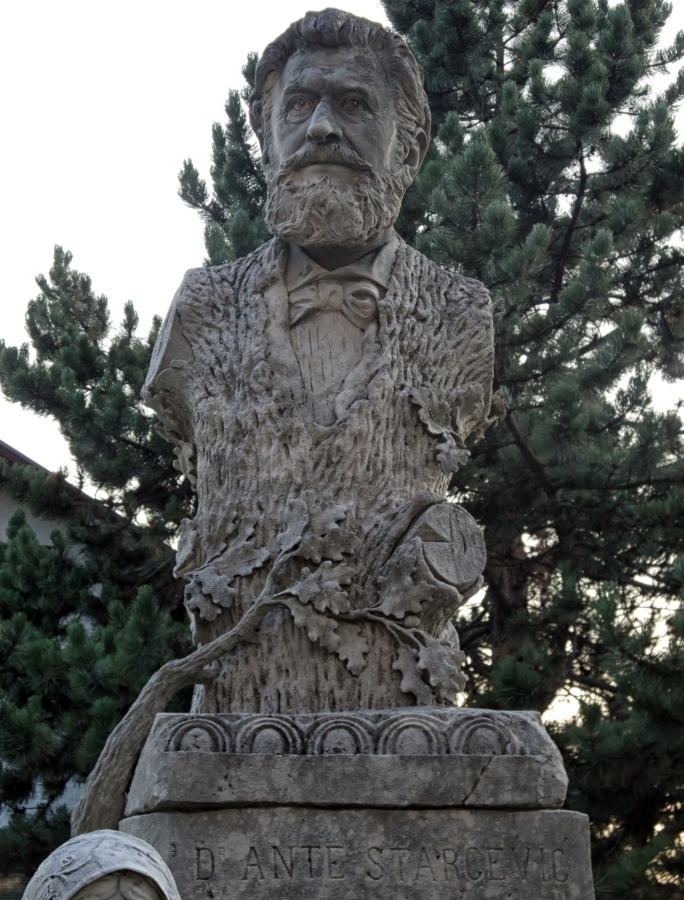
Büste des Ante Starčević, auf seinem von Ivan Rendić gestalteten Grabmal.

Ante Starčević starb am 28. Februar 1896 in Zagreb im Alter von 72 Jahren. Sein Grabmal im ehemaligen Zagreber Stadtteil Šestine (heute Podsljeme) gestaltete der damals bekannteste kroatische Bildhauer Ivan Rendić.

## Kroatische Nation
Starčević adaptierte das politische Konzept einer kroatischen Nation bzw. eines kroatischen Volkes. Der Nation der Kroaten seien die Bewohner Großkroatiens (z. B. Kroatien, Bosnien und Herzegowina, Slowenien) zugehörig. Da auf diesem als historisch kroatisch angesehenen Gebiet nur die kroatische Nation existieren könne, wurden Serben und andere Völker nicht anerkannt, bzw. als orthodoxe oder muslimische Kroaten betrachtet.

## Sonstiges

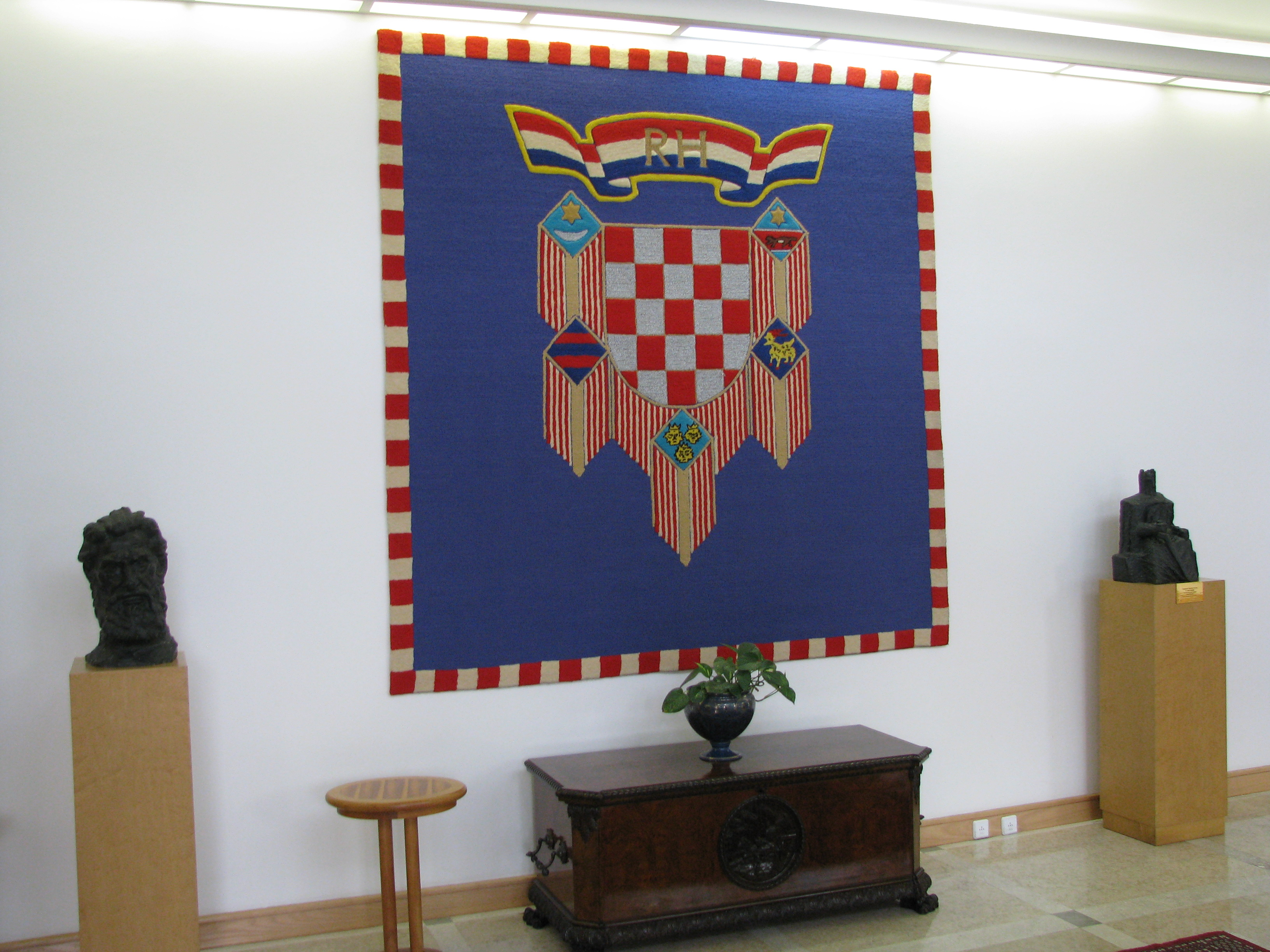
Standarte des Präsidenten der Republik Kroatien als Wandteppich zwischen den Büsten von Starčević (links) und König Tomislav im kroatischen Präsidentenpalast

Die Republik Kroatien kann kroatischen oder ausländischen Staatsbürgern für Verdienste um die Erhaltung und Entwicklung der kroatischen Staatsidee und die Errichtung und den Aufbau des souveränen kroatischen Staates den 1995 gestifteten Ante-Starčević-Orden (kroatisch Red Ante Starčevića) verleihen.
Starčević ist auf der Vorderseite der kroatischen 1000 Kuna-Banknote abgebildet.
In sehr vielen Orten in Kroatien sind Straßen und Plätze nach Starčević benannt, so z. B. das Zentrum der alten Oberstadt Zagrebs, der 1928 geschaffene Ante Starčević-Platz (Trg Ante Starčevića).
Die kroatische Post gab am 23. Mai 2023 anlässlich des 200. Geburtstages von Starčević eine Briefmarke mit einer Auflage von 30.000 und einen Ersttagsbrief mit seinem Porträt heraus.